# Euploea asela
Euploea asela är en fjärilsart som beskrevs av Moore 1877. Euploea asela ingår i släktet Euploea och familjen praktfjärilar. Inga underarter finns listade i Catalogue of Life.